# Sigurd Overby
Sigurd Sverre Overby (* 14. November 1899 in True, Wisconsin; † 12. April 1979 in Ashland, Wisconsin) war ein US-amerikanischer Skisportler.
Overby wurde in den Jahren 1916, 1923 und 1926 US-amerikanischer Meister im Skilanglauf und belegte bei den Olympischen Winterspielen 1924 in Chamonix den 19. Platz über 18 km und den 11. Rang in der Nordischen Kombination. Im Jahr 1976 wurde er in die US Ski Hall of Fame aufgenommen.